# Les Novices
Pour plus de détails, voir Fiche technique et Distribution.
Les Novices est un film français réalisé par Guy Casaril et sorti en 1970.

## Synopsis
Sœur Agnès, jeune novice, fugue de son couvent breton. Arrivée à Paris, elle fait la connaissance de Mona Lisa, une prostituée qui la recueille. Pendant de long mois, Agnès ne parvient pas à trouver de travail. Après une tentative avortée de faire le métier de son hôtesse, elles trouvent finalement une idée de collaboration originale.

## Fiche technique
- Titre : Les Novices
- Réalisation : Guy Casaril
- Scénario : Guy Casaril
- Assistant réalisateur : Marco Pico
- Dialogues : Paul Gégauff
- Photographie : Claude Lecomte
- Musique : François de Roubaix
- Montage : Nicole Gauduchon
- Année : 1970
- Pays de production :  France
- Genre : Comédie
- Durée : 91 minutes
- Date de sortie : France - 28 octobre 1970

## Distribution
- Brigitte Bardot : Agnès
- Annie Girardot : Mona Lisa
- Jean Carmet : le client au chien
- Noël Roquevert : le sadique
- Jacques Jouanneau : le client de Mona Lisa
- Jess Hahn : l'Américain
- Clément Michu : le client en double file
- Michel Duplaix : le vendeur d'ambulances
- Jacques Duby : le chauffeur de l'ambulance
- Lucien Barjon : l'homme de l'ambulance
- Jean Roquel : le chauffeur de taxi
- Angelo Bardi : le client du village
- Antonio Passalia : le play-boy
- Dominique Zardi : l'agent du commissariat
- Valérie Boisgel